# Cerniat
Cerniat (toponimo francese) è una frazione di 361 abitanti del comune svizzero di Val-de-Charmey, nel Canton Friburgo (distretto della Gruyère).

## Storia

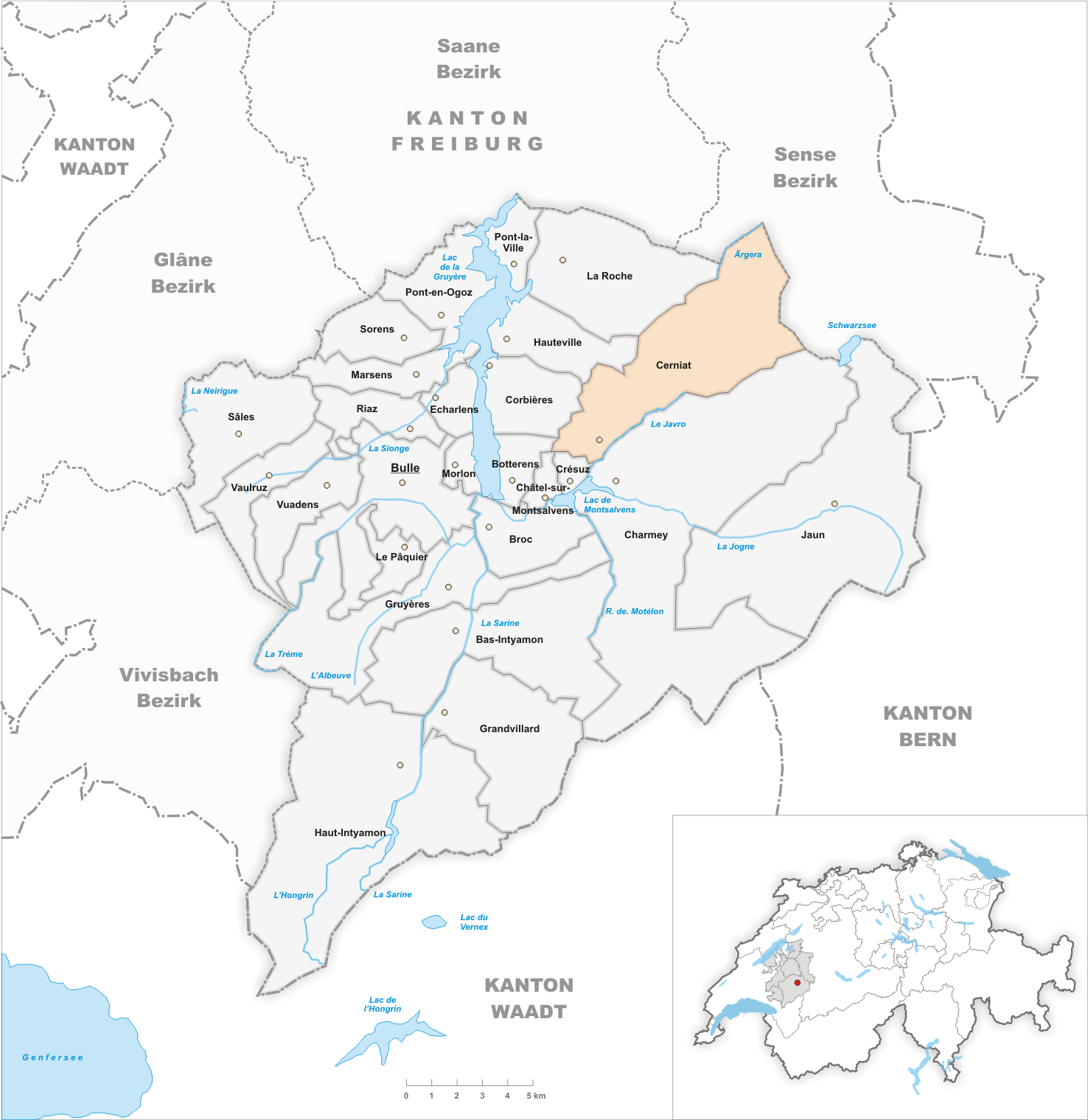
Il territorio del comune di Cerniat prima degli accorpamenti comunali del 2014

Già comune autonomo che si estendeva per 33,78 km², il 1à gennaio  2014 è stato accorpato all'altro comune soppresso di Charmey per formare il nuovo comune di Val-de-Charmey

## Monumenti e luoghi d'interesse

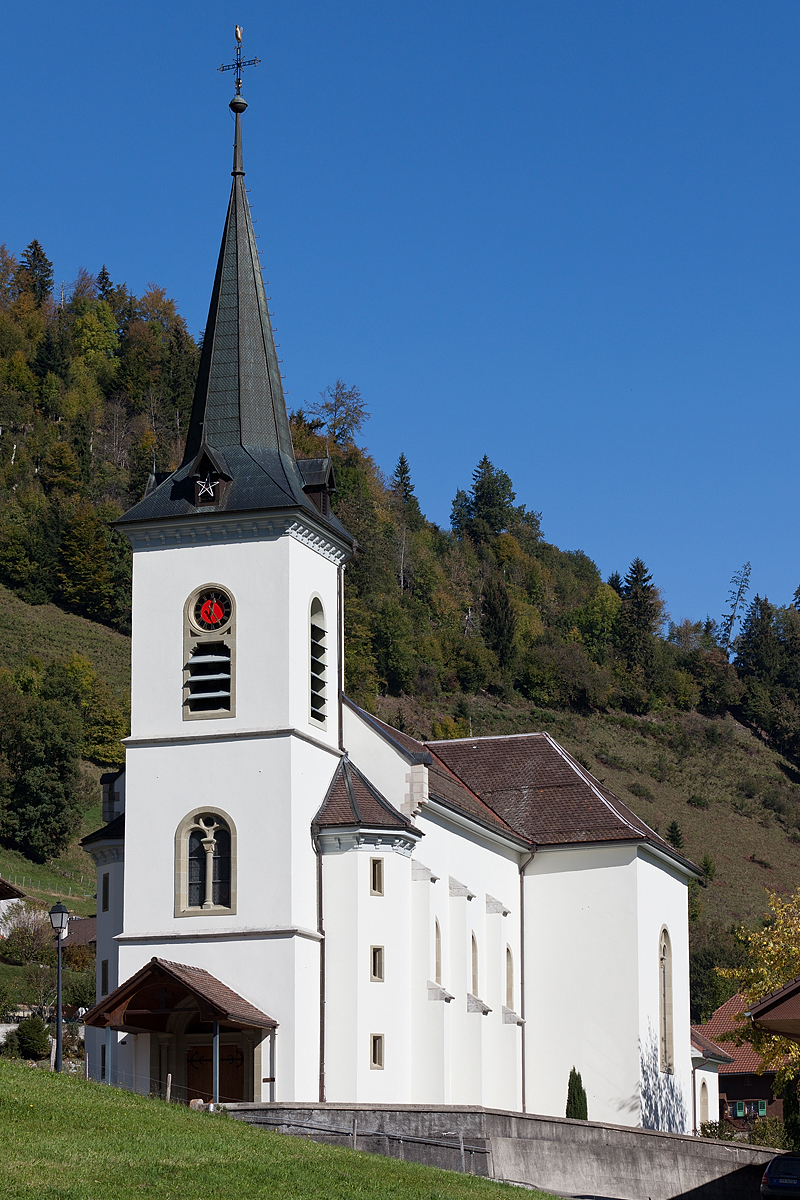
La chiesa cattolica dei Santi Giovanni e Paolo

- Chiesa cattolica dei Santi Giovanni e Paolo, eretta nel 1668[2].

## Società

### Evoluzione demografica
L'evoluzione demografica è riportata nella seguente tabella:
Abitanti censiti

## Amministrazione
Ogni famiglia originaria del luogo fa parte del comune patriziale che ha la responsabilità della manutenzione di ogni bene comune.